# Zalmoxes
Zalmoxes är ett utdött släkte av rhabdodontider från yngre krita. Fynd har gjorts i nuvarande Rumänien. Senare hittades fossil i Frankrike och Österrike.